# Kids Again
Pistes de Love Goes
Love Goes
(10) Dancing with a stranger (with Normani)
(12)
Kids Again est une chanson de l'artiste britannique Sam Smith. 
Le single est sorti en tant que troisième single, du troisième album Love Goes de l'artiste, après les titre My oasis avec Burna Boy et Diamonds. La chanson a été écrite par Sam Smith, Andrew Watt, Ali Temposi, Louis Bell et Ryan Tedder.

## Enregistrement et publication
Kids Again est une chanson écrite par Sam Smith, Andrew Watt, Ali Temposi, Louis Bell et Ryan Tedder. Deux d'entre eux, Andrew Watt et Louis Bell gèrent aussi la production. 
Sam Smith a annoncé la sortie du clip le 29 octobre 2020 sur ses réseaux sociaux.

## Composition et paroles
Le single Kids Again dure trois minutes et vingt-sept secondes. 
La chanson se partage entre nostalgie et espoir, évoquant son amour de jeunesse et l'innocence de celui-ci. Il évoque plus particulièrement sa relation avec Jonathan ZeiZel lorsqu'il parle de la côte Ouest au début de sa chanson.

## Clip vidéo
Le clip vidéo de la chanson sortira le 30 novembre 2020, à la même date que la sortie du troisième album de Sam Smith. Il a été filmé par le photographe Alasdair Mclellan. 